# Margaret Brown
Margaret Tobin Brown (Hannibal, Misuri, 18 de julio de 1867-Nueva York, 26 de octubre de 1932), también conocida como Molly Brown, fue una socialite, activista social y filántropa estadounidense, conocida por ser una de las supervivientes del hundimiento del Titanic en 1912.
De orígenes muy humildes, cuando cumplió 18 años fue a buscar fortuna a Colorado, donde conoció al que sería su marido, James Brown. Millonaria tras el descubrimiento de oro en una mina de la Ibex Company, la pareja entró en la alta sociedad y Margaret, comprometida y militante, se dedicó a los más desfavorecidos, especialmente en la defensa de los derechos de las mujeres, los niños y los mineros de Colorado. Aprovechó también para viajar por el mundo y, sobre todo, a Francia, país del que se enamoró. Esto hizo que se mudara precipitadamente a Picardía cuando se produjo el estallido de la Primera Guerra Mundial. Junto con otras estadounidenses, curó soldados, acción que le valió la Legión de Honor. También se dedicó a su pasión, el teatro, e interpretó sobre los escenarios neoyorquinos y parisinos los papeles de su ídolo, Sarah Bernhardt.
Sin embargo, es más conocida por ser una de las supervivientes del hundimiento del Titanic, una tragedia que le confirió renombre internacional. Se salvó a bordo del bote n.º 6, en el cual censuró el comportamiento del contramaestre Robert Hichens. Posteriormente participó en la creación del Comité de Supervivientes.
Cien años después del hundimiento, Brown era conocida como la «insumergible Molly Brown», aunque nunca recibió tal apelativo en vida. Se trata de una invención que utilizó su historia para crear un mito, sobre todo en una comedia musical en la que su papel era interpretado por Debbie Reynolds.

## Biografía

### Juventud
Nació en Hannibal (Misuri), en el seno de una familia de inmigrantes irlandeses. Hija de John Tobin (1820-1899) y Johanna Collins (1825-1905) —matrimonio de segundas nupcias, pues ambos habían quedado viudos muy jóvenes—, sus tres hermanos fueron Daniel (1863), William (1869) y Helen Tobin (1871) y sus medio hermanas fueron Catalaina Bridget Tobin —fruto del primer matrimonio de su padre— y Mary Ann Collins —fruto del primer matrimonio de su madre—. A su llegada a América, formaron parte de una comunidad de católicos irlandeses con ideas progresistas, una mentalidad que transmitieron a sus hijos y a la cual Margaret dedicó toda su vida.
Margaret fue a una escuela dirigida por su tía, Marie O'Leary, hasta los trece años, y después se fue a trabajar a una fábrica tabacalera de la sociedad Tobacco Company Garth para traer dinero a casa. Allí descubrió las largas jornadas de trabajo, los bajos salarios y las luchas de la clase obrera. En 1885, con dieciocho años, se trasladó a la ciudad minera de Leadville (Colorado) junto a su hermana materna Mary Ann (que acababa de casarse con un herrero) y su hermano Daniel. Mientras que su hermano trabajaba en la mina, ella encontró trabajo en la tienda Daniels & Fisher Co, en la que se encargaba de las cortinas y las alfombras.

### Inicios en la pobreza
En la tienda, en 1886, conoció a James Joseph Brown. Conocido como J.J., era otro hijo de inmigrantes irlandeses tan pobres como los Tobin que trabajaba en la mina. Este estaba muy lejos del prototipo de hombre rico con el que había planeado casarse. Declaró que: 

Quería a un hombre rico, pero amé a Jim Brown. Quería comodidad para mi padre y me había propuesto permanecer soltera hasta encontrar a un hombre que nos pudiera proporcionar todo eso que necesitábamos [...] Jim era tan pobre como nosotros y no teníamos ninguna posibilidad en la vida de ir a mejor. Fui fuerte y luché en esos tiempos. Amé a Jim, pero él era pobre. Finalmente me convencí de que estaría mejor con un hombre pobre que me gustase, y no con un rico que sólo me atrajera por su dinero. Así pues, me casé con Jim Brown.

Margaret Tobin y J.J. Brown se casaron en la iglesia de la Anunciación de Leadville el 1 de septiembre de 1886. El matrimonio tuvo dos hijos: Lawrence Palmer Brown, nacido el 30 de agosto de 1887 en Hannibal, y Catherine Ellen Brown, nacida el 1 de julio de 1889 en Leadville. En un primer momento, los recién casados vivieron en Stumptown, una ciudad minera fundada en 1876 que albergaba una pequeña comunidad irlandesa. Los mineros y sus familias vivían ahí por la proximidad de las minas, en condiciones bastante precarias, sobre todo durante las nevadas invernales, abundantes en Colorado, que hacían impracticable la ruta que unía Stumptown con Leadville.
En 1891, James Brown empezó a trabajar para la Ibex Company, una compañía recientemente fundada. Se convirtió en el superintendente de los diferentes pozos de minas, entre los que se encontraba el pozo 1, llamado «Little Johnny», de donde se extraía la plata.

### Una fortuna inesperada

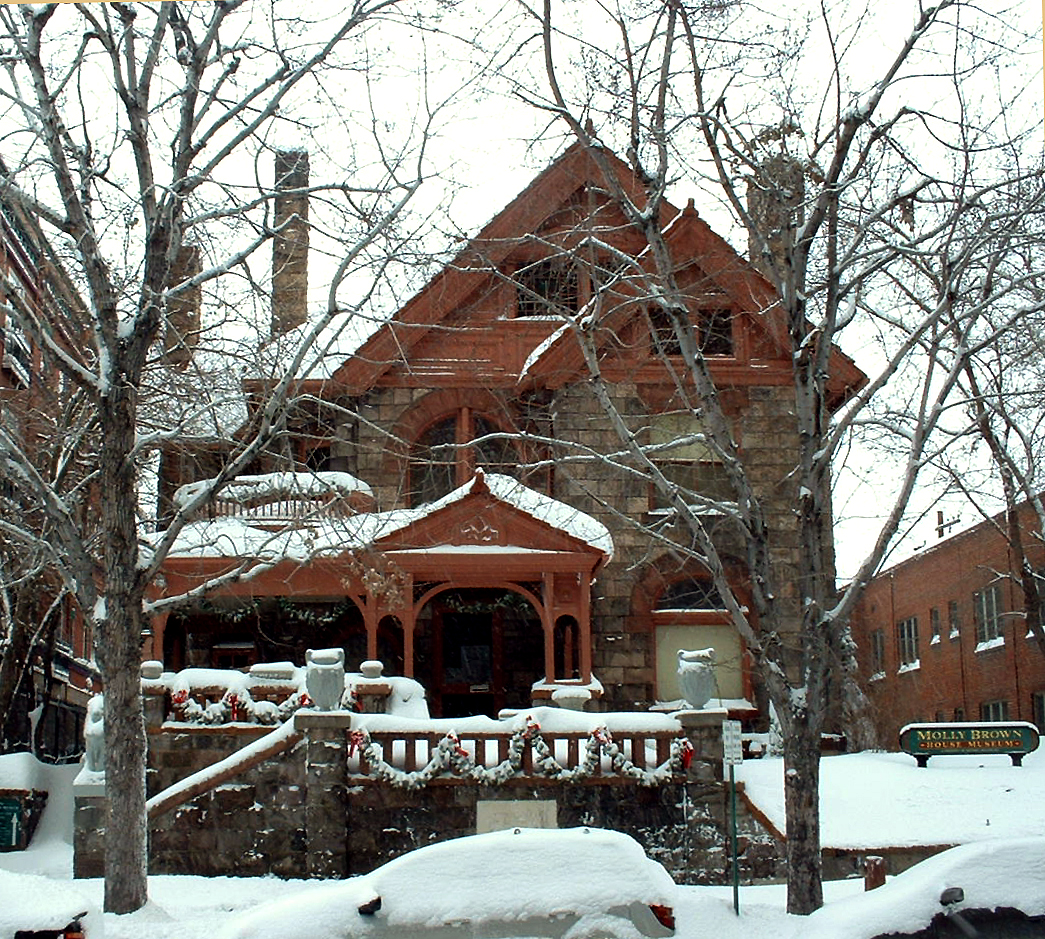
La casa de Denver, comprada por los Brown en 1894. Actualmente, es un museo dedicado a Margaret Brown.

Para evitar los numerosos derrumbamientos de las galerías subterráneas, James Brown puso en marcha un programa consistente en forrar las galerías de maderas y fardos para sostener las bóvedas. El método era muy eficaz y los mineros pudieron cavar más en profundidad y con mayor seguridad y descubrieron yacimientos de oro. Los directivos de la Ibex Company se enriquecieron rápidamente y, para recompensarlo, cedieron el 12,5 % del capital social a James Brown, así como un asiento en el consejo de administración..
La mina conoció un periodo próspero hasta el pánico de 1893 cuando la abrogación de la Sherman Silver Purchase Act hizo caer el precio de la plata. Las minas de Leadville cerraron una detrás de otra.«Little Johnny» fue abandonado y Stumptown se vació de habitantes (en 1914se convirtióen un pueblo fantasma). Ese mismo año de 1893, los enriquecidos Brown (cuya fortuna era de unos 5 millones de dólares) realizaron su primer viaje y visitaron Chicago y la Exposición Mundial Colombina de esta ciudad. A su vuelta en 1894 compraron una casa en Denver, en la calle Pennsylvania, en pleno corazón del prestigioso barrio de Capitol Hill. Además de la pareja y sus hijos, la nueva mansión acogió a los padres de ambos, así como a tres hijas de Daniel Tobin, el hermano de Margaret, que había enviudado hacía ya algunos años. Cinco años más tarde, en 1898, James Brown dio a la mansión el nombre de su mujer.
En 1902, los Brown emprendieron un viaje alrededor del mundo, empezando por Irlanda, donde James Brown quería pasar su jubilación. La pareja recorrió también Francia, Rusia y Japón, entre otros países. Tras pasar por la India, Margaret se interesó en particular por el sistema de castas.
Sin embargo, los viajes no pudieron consolidar la pareja y, tras 23 años de matrimonio, descubrió que su marido la engañaba. De común acuerdo, decidieron separarse en 1909. Ella recibió una compensación en metálico, así como la mansión de Denver. James Brown se comprometió a pasarle 700 dólares al mes para que pudiera seguir con sus actividades y sus viajes. No estuvieron oficialmente divorciados, así que conservó el apellido de su marido, y mantuvo contacto con él. Enviudó en 1922 cuando James Brown murió de una crisis cardiaca en el hospital de Nassau en Nueva York, al lado de su hija Helen.

### ElTitanic

#### Una salida imprevista

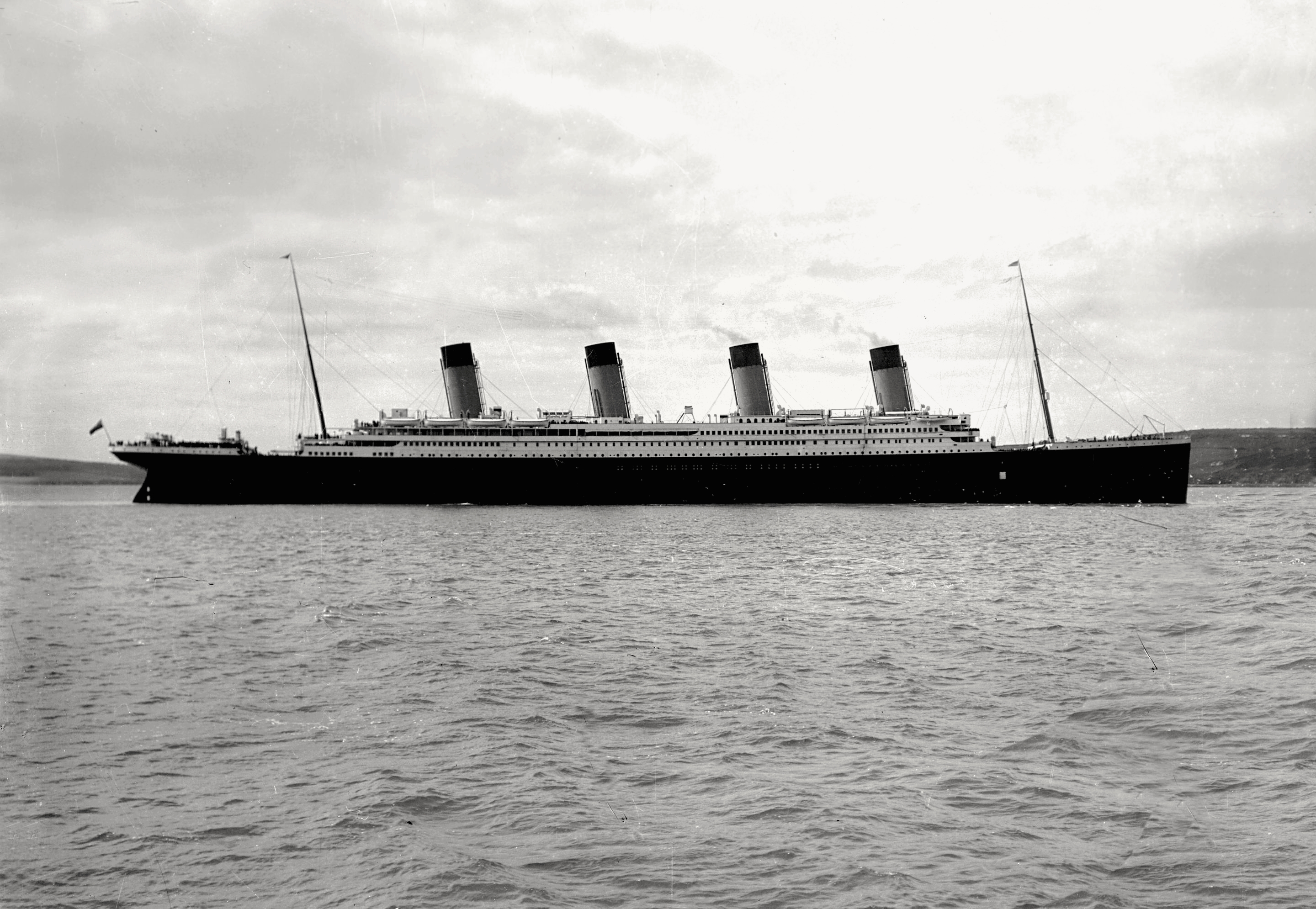
El RMS Titanic en Queenstown (actual Cobh) el 11 de abril de 1912.

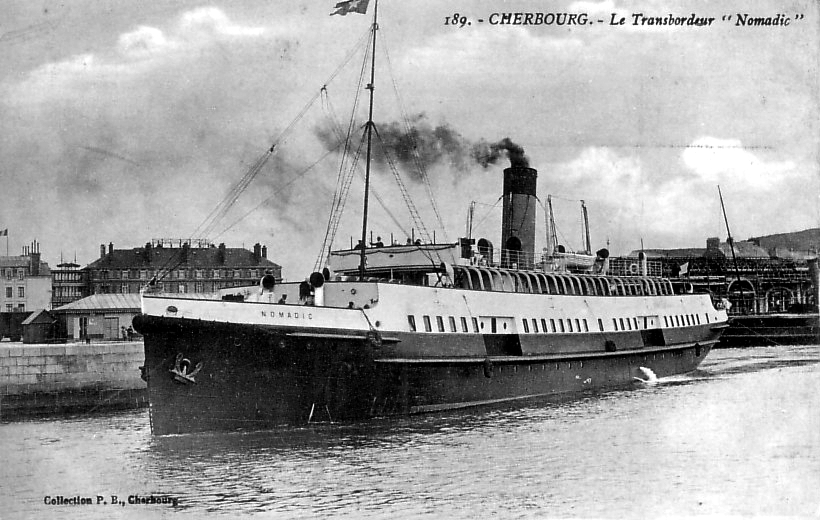
En Cherburgo Margaret embarca primero en el antes de poder subir al Titanic.

Tras su separación de James Brown, Margaret aprovechó para viajar. El 24 de enero de 1912, embarcó a bordo del RMS Olympic, buque gemelo del Titanic, para dirigirse a Europa a visitar a su hija Helen, que estudiaba en La Sorbona de París. Durante el mes de febrero, las dos mujeres visitaron Egipto y fue en El Cairo donde ambas se reunieron con John Jacob Astor IV, que estaba en compañía de su joven esposa, Madeleine. La pareja, que estaba de luna de miel, les habló del Titanic, el lujoso transatlántico en el que ellos habían reservado los billetes de vuelta debido a que se trataba del viaje inaugural. Durante su estancia, Brown visitó a un vidente que le advirtió de que no se hiciera a la mar porque se pondría en peligro. Esto le pareció gracioso, porque para volver a América tenía que abordar necesariamente un barco. A pesar de todo, compró un pequeño talismán de jade que representaba una momia y que, supuestamente, le daría suerte.
Volvió a Francia a la vez que los Astor y se instaló en un gran hotel parisino en la plaza Vendôme. Sin embargo, una noticia le hizo cambiar de planes: el 9 de abril se enteró de que su nieto estaba enfermo y decidió, por tanto, volver. Compró un billete que le costó 27 libras esterlinas y 14 chelines para el primer barco que zarpara con destino a Estados Unidos, el Titanic.
El 10 de abril, subió al tren transatlántico que salía desde la estación de Paris Saint-Lazare y que llegaba algunas horas más tarde a la estación transatlántica de Cherburgo. Como muchos otros pasajeros, tuvo que armarse de paciencia antes de subir al Titanic debido a que un incidente a su salida de Southampton retrasó su salida. Llegó a la rada de Cherburgo a las 18:35, más de una hora más tarde sobre el horario previsto. Margaret Brown embarcó en el SS Nomadic, el transbordador de primera y segunda clase, que la llevó hasta el transatlántico. Mientras esperaba la llegada del navío, Brown entabló conversación con su amiga Emma Bucknell, una rica viuda cuyo difunto marido había fundado la Universidad Bucknell de Filadelfia y que igualmente abordaría el Titanic. Ésta le confesó a Margaret que presentía malos augurios de subir a bordo del nuevo transatlántico. La señora Brown se limitó a sonreír dirigiéndole palabras tranquilizadoras. Su equipaje, entre el que se encontraban tres cajas de antigüedades que iba a destinar al museo de arte de Denver, se colocó en el Traffic, con los pasajeros de tercera clase. El Titanic salió a las 20:10 en dirección a Queenstown.
Brown rememoraría en las operaciones de embarque para acceder al flamante vapor:

[...] Después de una hora o más de demora, en la fría atmósfera gris, las chimeneas del Titanic, la obra maestra más grande del mundo de los transatlánticos modernos, aparecieron al otro lado del rompeolas.

En unos minutos más, este maravilloso palacio flotante apareció a la vista alrededor de la curva del dique y bajó el ancla. El transbordador [ Nomadic ] encendió sus motores, y tras media hora en un mar en movimiento estábamos junto a la quilla del Titanic. El movimiento de la pequeña embarcación [el Nomadic] en el mar agitado hizo que la mayoría de los pasajeros se sintieran incómodos y débiles. Todos estaban helados.
Lamentablemente esa noche se quedaría en el recuerdo de margaret brown para siempre.
Al abordar el buque [el Titanic], un gran número de pasajeros acudió inmediatamente a sus camarotes. La corneta [que avisaba] para la cena sonó media hora después, pero no logró convocar a muchos a su magnífico comedor. La estufa eléctrica y la manta caliente [que ofrecían los camarotes] resultaban demasiado cómodas para ser abandonadas incluso para una cena de muchos platos, incluso en el anhelo del hombre interior. [...].

#### La travesía

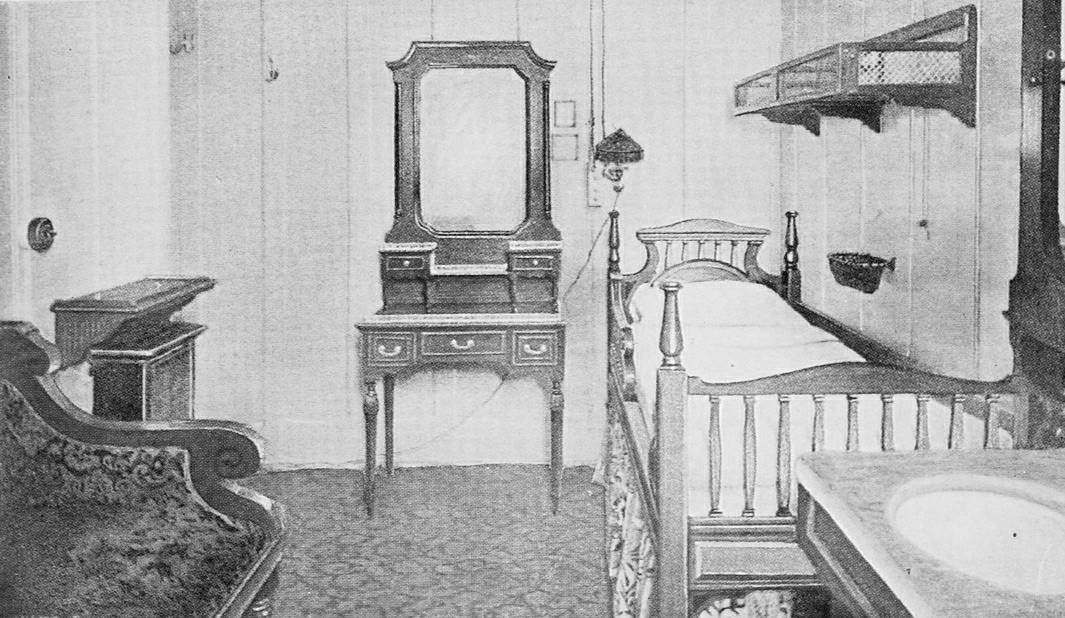
Un camarote de primera clase similar al que Margaret Brown ocupaba durante la travesía.

Aunque Kristen Iversen indica en la biografía de Brown que el camarote de esta última se encontraba en la cubierta B, nuevas investigaciones han mostrado que, durante la travesía, ocupaba en realidad el camarote E-23, situado en la cubierta E sobre estribor. Ella misma describe además su camarote como una sala en la que cabían tres personas, lo que se corresponde más con la descripción de un camarote de la cubierta E y no de la cubierta B.
Durante los cuatro días de la travesía, Margaret disfrutó de la primera clase más lujosa de la época, que proporcionaba diferentes actividades como deportes en el gimnasio, o algunas más innovadoras como los baños turcos eléctricos. La señora Brown referiría en sus impresiones de la vida cotidiana del buque: 

El segundo día [11 de abril] comenzó más claro y menos fresco, y a las doce y media la mayoría de los pasajeros se hallaban paseando por cubierta o tomando el sol en el exterior del jardín de las palmeras [sic - café Veranda].  Había bancos largos en la proa del barco para aquellos que encontraban incómodas las tumbonas con respaldo abatible.

La última media hora transcurrida entre la primera y segunda campanada, cuando todos tomaban su ejercicio antes de bajar al comedor, la mayoría de los pasajeros se encuentran caminando envueltos en gruesos abrigos. Las mujeres vestían lujosas pieles, y los hombres con abrigos pesados abrochados estrechamente alrededor de sus cuellos y parcialmente ocultos con gorras de viaje. Moviéndose de un sitio para otro, descubrieron a bordo a viejos amigos y algunos hicieron [otros] nuevos. Pequeños grupos estaban parados aquí y allá, hablando del barco y de sus maravillas, sus posibilidades de velocidad y todas sus excelentes ventajas sobre cualquier cosa de su clase hasta ahora puesta a flote. Todos y cada uno parecían haber consultado la publicación diaria relativa a la distancia recorrida ese día y de los sucesivos. Allí se registraban diariamente, al mediodía, el número de nudos recorridos, y era el tema de conversación en cubierta y en la mesa a la hora del almuerzo. 
Después de la comida, o alrededor de las dos y media, el lugar favorito y popular era la sala de lectura, donde los pasajeros se acomodaban confortablemente con algún libro elegido de la bien equipada biblioteca del buque. Otros tomaban una tranquila siesta en cubierta, envueltos en pesadas mantas de viaje. Pocos permanecieron en sus camarotes, porque el mar estaba en perfecta calma y no se sentían vibraciones. En consecuencia: había poco o ningún mal de mar. 

Así transcurrieron el jueves [11 de abril], viernes [12 de abril] y sábado [13 de abril].

A bordo, tal vez se codeó con personalidades de su época; allí se reencontró con los Astor, los más ricos de entre los pasajeros, pero también con el magnate del cobre Benjamin Guggenheim, el magnate de los ferrocarriles estadounidenses Charles Melville Hays, el gran terrateniente Cosmo Edmund Duff Gordon y su esposa Lucy, que era la modista de la aristocracia, entre otros. Brown reconoció también a otros miembros de la tripulación, como el capitán Smith y la camarera Violet Jessop, con los que había coincidido tres meses antes a bordo del Olympic.
El domingo 14 de abril, Brown destacaría el brusco descenso de las temperaturas:

Los servicios dominicales se celebraron a las diez y media, asistiendo casi la mitad de los pasajeros. Más tarde el... paseo en cubierta, pero mucho más animado ya que la temperatura había descendido perceptiblemente. Después del almuerzo, algunos se mantuvieron en cubierta, pero todos buscaban inquietos un lugar cálido. Las cómodas sillas en el salón solo tenían capacidad para unos pocos, ya que un haz de aire frío parecía penetrar cada rincón y esquina, y congelar el tuétano. [Los pasajeros] Se vistieron con pieles gruesas y ropa de abrigo. 

La hora de la cena encontró a pocos inclinados a deshacerse de su indumentaria arropada por el vestido de cena. Incluso las innumerables recién casadas, que en varias ocasiones aparecieron con una creación diferente de París cada noche, no pudieron ser inducidas a cambiarse. Aunque la mesa crujía con los víveres, a los pasajeros les resultaba incómodo sentarse durante la cena de muchos platos. Muchos buscaron sus camarotes inmediatamente después.

#### El naufragio

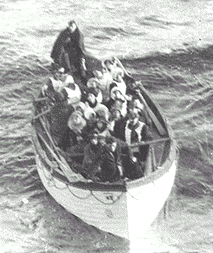
El bote 6, en el que se encontraba Brown, fotografiado por pasajeros del Carpathia cuando fueron a su encuentro. Hichens sostiene el remo al fondo.

Margaret Brown estaba leyendo en su cama cuando el Titanic chocó contra un iceberg a las 23:40. Absorta por la lectura, apenas oyó el ruido del choque y no le prestó atención, pero acabó por salir del camarote cuando empezaron a llegar ruidos de la crujía. Como solo eran hombres en pijama discutiendo, volvió a acostarse. Sin embargo, en cuanto abrió el libro, un hombre llamó a su puerta. Era James Robert McGough, el huésped del camarote E-25, que se encontraba justo enfrente. Él le avisó de que iba a subir al puente con un amigo para ver lo que ocurría y que ella debería vestirse para estar lista para salir. Al escuchar esto, salió a la crujía, pero, al no encontrar nada fuera de lo común, decidió volver al camarote. Por el camino, pasó delante de un grupo de hombres, seis camareros y un oficial, que se congregaban sobre una placa de latón. Ella lo ignoraba, pero bajo esta placa se encontraba un sistema que permitía cerrar manualmente unas puertas de la cubierta F, que se encontraba debajo. El oficial y los camareros estaban intentando abrir la placa para proceder a la maniobra. Según Brown, ninguno de ellos parecía nervioso. Otros dos supervivientes, que también asistieron a la escena, confirmaron esta impresión. Poco después, McGough volvió y le informó de que era el momento de encontrar un chaleco salvavidas.
Se vistió deprisa, cogió 500 dólares de la caja fuerte y los metió en una pequeña cartera que llevaba alrededor del cuello. Después, ocultó su talismán de jade en el fondo del bolsillo y se puso el chaleco salvavidas. Abandonó el camarote, dejando atrás sus libros, un importante guardarropa, trece pares de zapatos parisinos y diversas joyas, entre ellas, un collar valorado en 352.000 dólares.
Al alcanzar la cubierta A, Emma Bucknell se le acercó y le susurró, «¿No te dije que algo iba a pasar?», refiriéndose a la premonición que Emma le había expresado cuatro días atrás en Cherburgo y a la que Margaret le restó importancia. Brown subió deprisa a la cubierta de botes y ayudó a otras mujeres, entre ellas Berthe Mayné, a evacuar el barco antes de que ella embarcara en el bote 6 a las 01:10, el sexto que se hizo a la mar. Fue forzada a ocupar dicha lancha tras ser empujada cuando la embarcación comenzaba su descenso hacia al mar. Una vez en el agua, ella y las otras mujeres tuvieron que hacer frente a la arrogancia y el egoísmo del comisario del bote, el cabo Robert Hichens quien había sido el último timonel del Titanic, a quien Murdoch había puesto al frente de la embarcación. Se quitó su chaleco salvavidas porque, si su bote zozobraba bajo las gélidas aguas del Atlántico Norte, prefería morir ahogada lo más rápido posible. Entre los ocupantes del bote, había una mayoría de mujeres: alrededor de veinte frente a cinco o seis hombres, de los cuales cuatro eran miembros de la tripulación. Podrían haber cabido 40 personas más.
Hichens se mostró bastante desagradable y, en diversas ocasiones, rechazó volver atrás para recoger náufragos por miedo a que hicieran volcar el bote, a pesar de las peticiones insistentes de Brown y de Helen Churchill Candee. Pesimista, estaba convencido de que iban a permanecer a la deriva varios días, sin agua ni comida y se lamentaba diciendo: «Estamos condenados». Margaret le reprochaba que no hiciera nada mientras que las mujeres llevaban dos horas remando. Otra pasajera, Leila Meyer, le acusó de haberse apropiado de mantas y de una botella de alcohol, que había confiscado para su uso personal.
Un poco más tarde, esa misma noche, el bote 6 se encontró con el número 16 y Hitchens decidió que éste los remolcase. No obstante, al cabo de algunos minutos, Brown y las otras mujeres, muertas de frío, le pidieron volver a remar para entrar en calor. Hichens lo rechazó y la amenazó con tirarla al agua si «no se callaba la boca». Sorprendido con las palabras del cabo, un hombre le dijo: «¿No se da cuenta de que le está hablando a una mujer?». Finalmente, los ocupantes del bote 16 decidieron separarse del bote 6 y las mujeres tomaron los remos. El intercambio verbal entre Hichens y Brown fue de tal magnitud que el senador William Alden Smith pidió explicaciones durante la comisión de investigación por el naufragio del Titanic. Margaret Brown escribió: «Había un ser en nuestro bote al que no podría llamar hombre pues nada, excepto su ropa, me permitía calificarlo como tal, debido a su cobardía». Sin embargo, aunque todos los ocupantes del bote condenaban la actitud de Hitchens, entre todos podrían haberse opuesto sin dificultad a un hombre solo, por lo que esa unanimidad se considera algo exagerada.

#### Salvada por elCarpathia

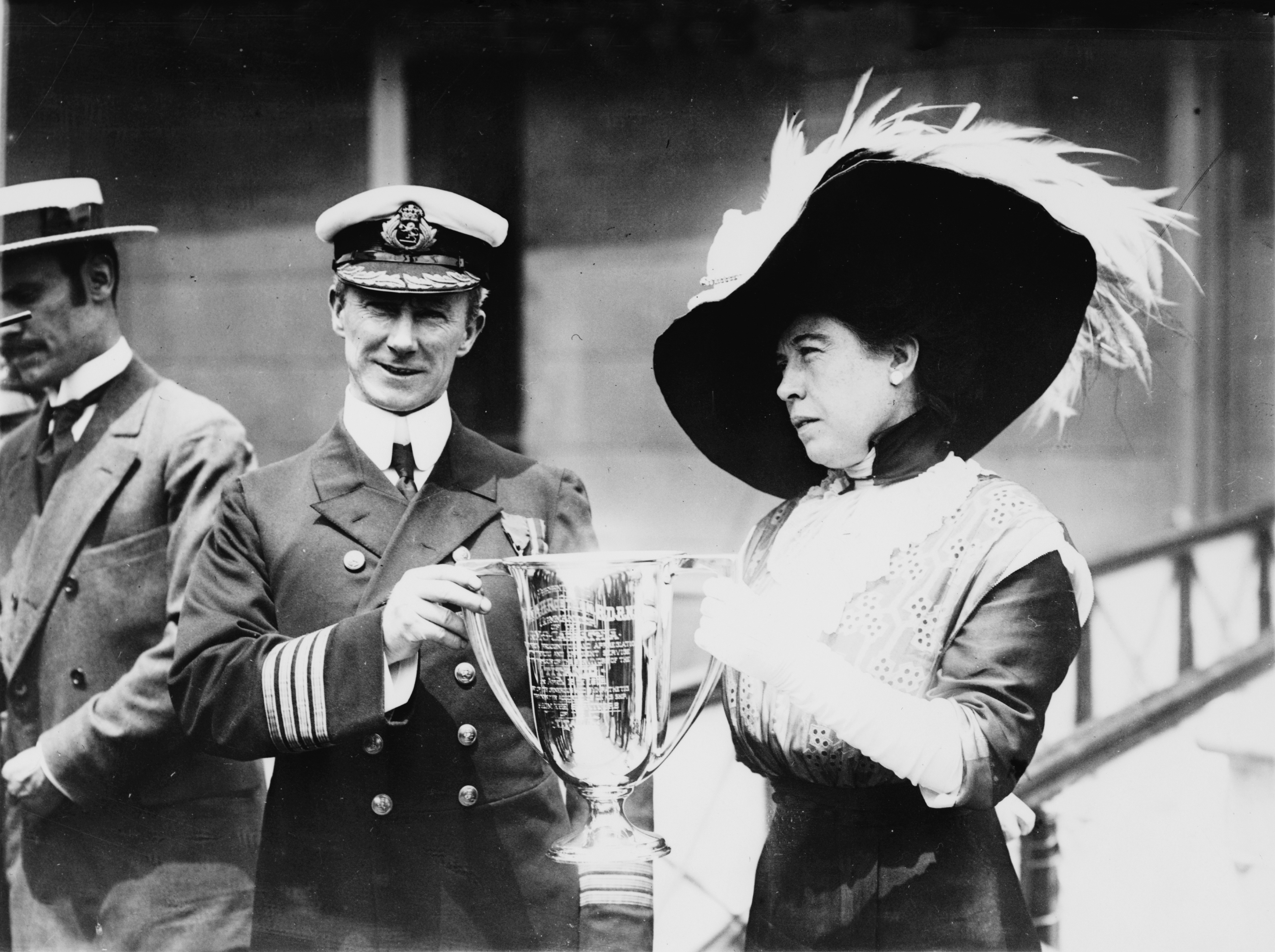
Margaret Brown haciendo entrega de un premio al capitán del Carpathia, Arthur Rostron por su participación en el rescate del Titanic.

A las 4:30 los pasajeros del bote vieron una luz lejana. De nuevo derrotista, Hichens les dijo que no se trataba de un barco sino de una estrella y que no servía de nada esperar la llegada del salvamento. Sin embargo, Frederick Fleet (el vigía que había visto el iceberg) y que hasta entonces se había mantenido en silencio, anunció que se trataba del RMS Carpathia, un transatlántico de la compañía Cunard Line. Como los botes se habían dispersado y el oleaje encrespado, el Carpathia tardó cierto tiempo en rescatarlos a todos. El calvario de los ocupantes del bote 6 acabó a las 6:00, cuando pudieron definitivamente abandonar la embarcación.
A bordo del Carpathia, Brown envió un telegrama a su hija Helen e intentó ser de utilidad en el barco. Ayudó a realizar las listas de supervivientes y actuó como intérprete, ya que hablaba tanto francés como alemán. Asimismo, efectuó una colecta entre los rescatados de primera clase y los pasajeros del Carpathia en beneficio de los emigrantes que lo perdieron todo en el naufragio y llegó a reunir 10 000 dólares. Al volver a tierra firme, fue aclamada como una heroína y a un periodista que le preguntó cómo había sobrevivido, le respondió: «Es la suerte de los Brown: somos insumergibles».
Al mismo tiempo que su nieto se recuperaba de su enfermedad, decidió quedarse algún tiempo en Nueva York para seguir ayudando a los náufragos. Brown se lamentó de que, por su condición de mujer, no pudiera testificar en la comisión de investigación estadounidense y, por ello, en los días 28, 29 y 30 de mayo de 1912, publicó en Herald Newport su experiencia en el Titanic.
El 29 de mayo de 1912, como presidenta del comité de supervivientes que ella contribuyó a crear, entregó al capitán Rostron una copa de plata por la ayuda dada a los náufragos y medallas a cada uno de los miembros de la tripulación del Carpathia. El día siguiente, el New York Times publicó un artículo relatando los hechos. Brown le regaló también a Rostron el talismán de jade que había comprado en Egipto y que le traía suerte. Finalmente, el 26 de mayo de 1931, asistió a la inauguración de un monumento en homenaje a las víctimas del Titanic en Washington D. C., el Women's Titanic Memorial. En una entrevista concedida a continuación, afirmó que no estaba de acuerdo con la norma que daba prioridad a las mujeres sobre los hombres en el mar y explicó que «si las mujeres piden igualdad de derechos en la tierra, ¿por qué no en el mar?». Asimismo, opinaba que, en tales momentos, las familias no deberían ser separadas.

### Vida final
Su fama como superviviente del Titanic le proporcionó un reconocimiento nacional, cuando antes solo era conocida en el estado de Colorado. Se publicaron numerosos artículos sobre las diferentes acciones que ella realizaba ya que decidió dedicarse a los demás. En un primer momento atendió a las peticiones de las mujeres de los huelguistas, posteriormente, participó en la huelga de los mineros en Ludlow y después se involucró en el sufragio femenino. Asimismo, partió a Francia para ayudar a los soldados heridos en el frente. Cuando volvió la paz pudo dedicarse a su gran pasión, el teatro.
Sin contacto con sus hijos desde la muerte de James Brown y por los problemas derivados de la herencia, Margaret murió sola mientras dormía en el hotel Barbizon en Nueva York, el 26 de octubre de 1932, de un accidente cerebrovascular. La autopsia reveló la presencia de un gran tumor cerebral. Fue enterrada en el cementerio de The Holly Rood, en el condado de Nassau (Nueva York), al lado de su marido, James Joseph Brown. Le sobrevivieron sus dos hijos y cuatro nietos. 
Irónicamente, su nieto Peter Benziger —vástago de su hija Helen— se casó en 1961 con Barbara Boggs, sobreviviente de otro naufragio de gran repercusión mediática; el del transatlántico Andrea Doria en julio de 1956.

## Conciencia política

### Apoyo a los mineros de Colorado

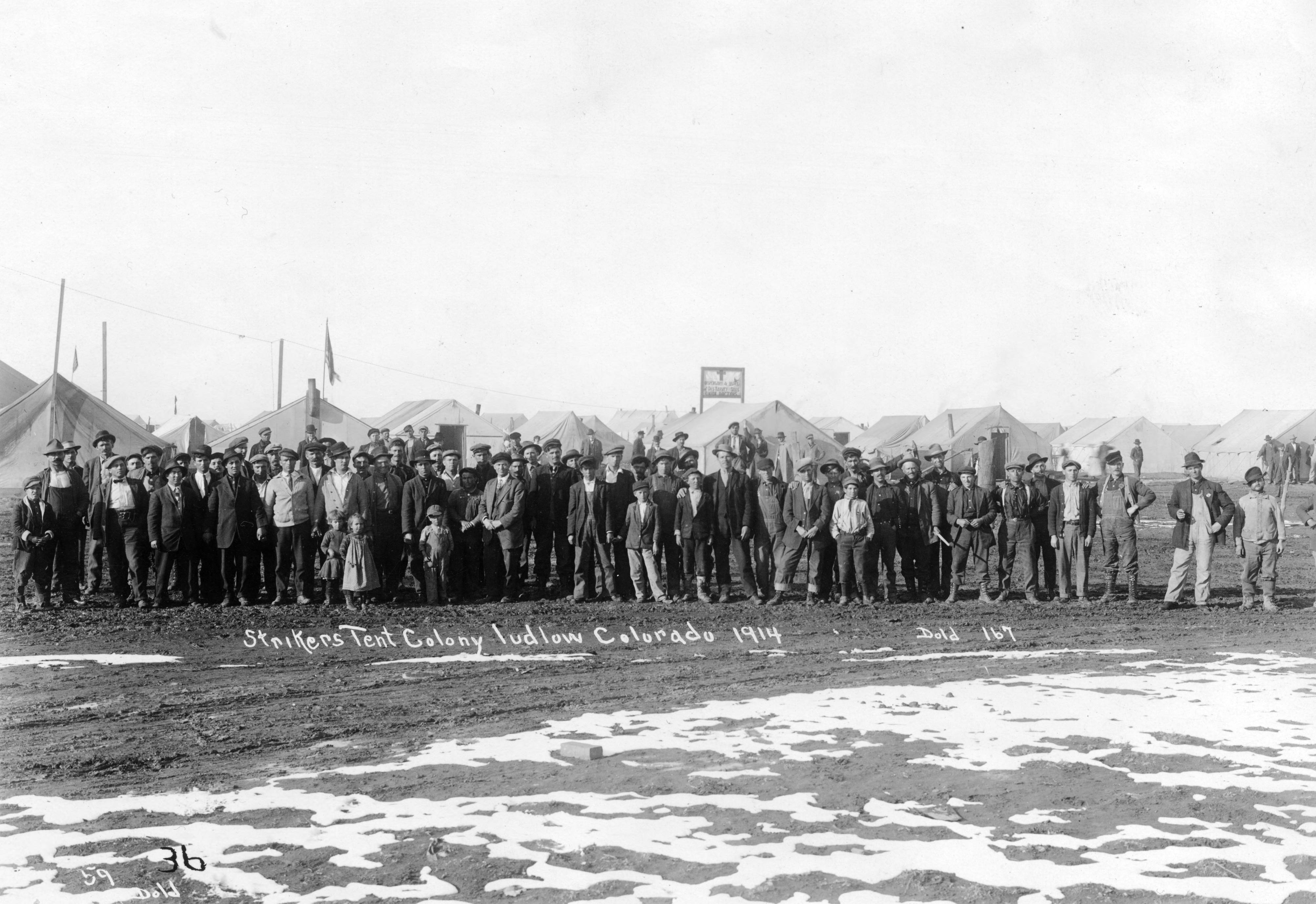
Huelguistas de Ludlow y familiares en tiendas de campaña.

Durante los años que pasó en Leadville y Stumptown, Brown participó en las cenas populares en pro de las familias de mineros. En 1893, la llegada de una fortuna inesperada permitió a la pareja empezar una nueva vida, pero Margaret no olvidó sus orígenes y como su nueva clase social le permitía cierto confort y no necesitaba trabajar, decidió dedicar el tiempo al servicio de los demás realizando, entre otras actividades, colectas en favor de las familias de los mineros, ya que con la crisis de la minería surgieron numerosos barrios de chabolas alrededor de las ciudades y Denver no fue una excepción.
En abril de 1914, las mujeres de los mineros de Ludlow, que habían oído hablar de ella dos años antes con motivo del naufragio del Titanic, le escribieron una carta pidiéndole ayuda. Esta fue publicada en el The Times de Denver, a la que pertenece el siguiente extracto: «Hemos oído hablar de su inquietud por los hombres de la Revolución mexicana y nosotras queremos darle a conocer el caso de los hombres y mujeres de nuestra propia guerra, aquí, en nuestro país».
La huelga del carbón organizada por el sindicato United Mine Workers of America contra las sociedades mineras castigó el estado de Colorado desde 1913. Las grandes empresas implicadas fueron la Colorado Fuel & Iron Company, la Rocky Mountain Fuel Company y la Victor-American Fuel Company, todas dirigidas por la poderosa familia Rockefeller. Tras la muerte de un delegado sindical, los mineros de Ludlow se pusieron en huelga y escribieron una lista de reivindicaciones entre las cuales se encontraba una reducción de la jornada laboral y mejores salarios, teniendo en cuenta las condiciones difíciles y, a menudo, peligrosas debido a lo poco que respetaban las normas de seguridad las compañías mineras. De hecho, los derrumbes significaban, de manera regular, la muerte de numerosas personas. Sin embargo, todas sus demandas fueron rechazadas y los mineros fueron expulsados de sus casas con sus mujeres y sus hijos y se realojaron en las colinas de los alrededores, en tiendas de campaña cedidas por el sindicato. Rockefeller contrató hombres de la agencia Baldwin Detective para efectuar incursiones en los campamentos de los huelguistas, mientras que el gobernador de Colorado envió a la guardia nacional para calmar los motines. Numerosos huelguistas fueron asesinados.
El 20 de abril de 1914, la guardia nacional convocó al líder de la huelga para firmar un acuerdo, pero fue asesinado. Se inició un violento altercado entre los huelguistas y los guardias nacionales. Estos últimos abrieron fuego e incendiaron el campamento. Una treintena de huelguistas perdieron la vida, entre ellos, dos mujeres y once niños. Este hecho, llamado la «masacre de Ludlow», alertó a la opinión pública y la huelga tomó una dimensión nacional. Poco tiempo después, se dirigió a Ludlow y ayudó a mantener una lucha justa, rechazando unirse a los radicales. Con otras mujeres de los sindicatos de Denver, multiplicó las manifestaciones y los discursos sobre los derechos de los mineros, un tema que conocía bien. Asimismo, denunció las prácticas inaceptables de los Rockefeller. La huelga se desconvocó semanas después y John D. Rockefeller aceptó finalmente las exigencias de los huelguistas. De hecho, se firmó un acuerdo entre las sociedades mineras y los mineros.

### Ideas progresistas y reformistas

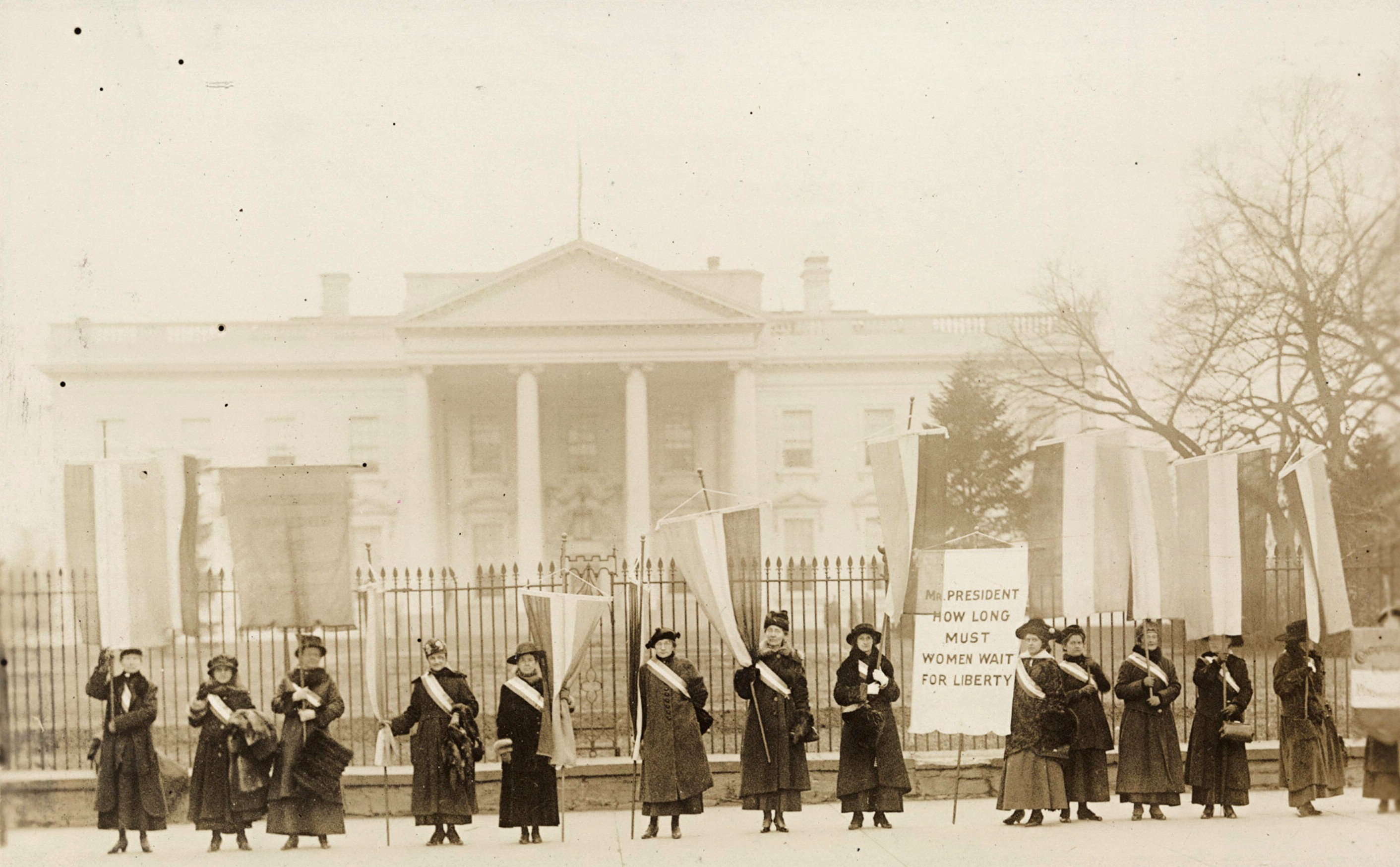
Mujeres de la National American Women's Suffrage Association, delante de la Casa Blanca.

Mientras sus hijos eran aún jóvenes, se involucró en la defensa de los derechos de las mujeres. Ayudó a la asociación estadounidense para el derecho al voto de las mujeres, la National American Women's Suffrage Association, a establecerse en Colorado y, al mismo tiempo, se convirtió en un miembro más del Denver Woman's Club (club de mujeres de Denver) cuya misión era la mejora de las condiciones de vida de las mujeres a través de la educación y de la filantropía. En 1901, se convirtió en una de las primeras estudiantes del instituto Carnegie en Nueva York. Como mujer de la alta sociedad, entró en el mundo de las artes y de la literatura y aprendió francés, alemán y ruso.
Margaret se unió a los progresistas y a los reformistas que abogaban en pro de la mejora de la ciudad de Denver con, entre otros, la instalación de baños públicos en el palacio de justicia así como la mejora de los parques públicos. Como la miseria afectaba a muchos niños, participó en la creación del orfanato de Denver y trabajó estrechamente con Ben Lindsey, un juez reformista y progresista, para crear un sistema de tribunales para menores. Lindsey también estaba involucrado en la lucha para la abolición del trabajo infantil. Siempre en favor de la ciudad de Denver, participó en una colecta de fondos para financiar los trabajos de la Catedral Basílica de la Inmaculada Concepción de Denver, que acabarían en 1912.
Habiendo acumulado una mayor fortuna, se presentó al senado de Colorado en 1901. Sin embargo, su iniciativa no contó con demasiado apoyo y los periódicos de Colorado se desentendieron del asunto. Tampoco se benefició del apoyo de su marido pues este pensaba que «una mujer solo puede aparecer tres veces en un periódico: el día de su nacimiento, el día de su boda y el día de su muerte». Posteriormente se presentó al Senado de los Estados Unidos por Colorado en 1909, 1911 y 1914.
En 1914, fue a vivir durante un tiempo a Newport (Rhode Island), donde se reunió con la alta sociedad de la costa este. Allí conoció a Alva Belmont, la presidenta de la Asociación sufragista de mujeres estadounidenses, con la que se implicó nuevamente en los derechos de la mujer. Escribió numerosos artículos a este respecto sobre lo que vio en Francia. En julio de este mismo año, pronunció un discurso en una conferencia de «Grandes mujeres» en la que habló de las condiciones de los mineros de Colorado. Con el apoyo de Alva Belmont, hizo una segunda campaña para las elecciones al senado. Aunque contaba con el apoyo de mucha gente, renunció a su candidatura y modificó sus planes cuando se enteró del estallido de la Primera Guerra Mundial. Entonces decidió volver a Francia.

### Francesa de corazón
A lo largo de su vida, Brown sintió un afecto particular por Francia. El vínculo estrecho que la unía con el país empezó en 1897, cuando creó la Alianza francesa de Denver, que sigue activa más de un siglo después. A principios de los años 1900, contribuyó a la publicación de las obras de Mark Twain en braille y en francés. Se jactaba incluso de haber conocido al célebre autor de Las aventuras de Tom Sawyer que, como ella, había crecido en Hannibal y era tío de una de sus amigas de la infancia. Siempre pasaba por Francia cuando realizaba viajes alrededor del globo: en 1902, visitó París por primera vez en compañía de su marido y volvería allí diez años después, poco antes del episodio del Titanic.
En 1914, al conocer el estallido de la guerra en Europa, dejó sus actividades políticas en Estados Unidos para viajar a Picardía. Se fue al frente para ayudar a los heridos. Algunos años más tarde, en 1924, con su amiga Anne Morgan, filántropa estadounidense y fundadora del comité americano para las regiones devastadas, participó en la creación del museo de historia francoestadounidense en el castillo de Blérancourt que se convirtió en 1931 en el museo nacional de la cooperación francoestadounidense. El año siguiente, un año antes de su muerte, recibió la Legión de Honor por sus servicios durante la guerra.
En tiempos de paz, frecuentaba los teatros de París como espectadora y como actriz. Gran admiradora de Sarah Bernhardt, realizó en escena los míticos papeles de la célebre actriz, como por ejemplo, su interpretación en L'Aiglon que fue un éxito tanto en París como en Nueva York. Por este papel, recibió la palma académica de la Academia Francesa el 2 de junio de 1929.

## Legado

### El museo Molly Brown
Vendida tras la muerte de Margaret en 1932, la casa de Denver acogió una nueva familia, antes de que la comprara Art Leisenring y se convirtiera en un hogar para niñas rebeldes en los años 1960. En esta época, Denver conoció una importante renovación urbana y numerosos edificios antiguos fueron demolidos. Temiendo por la casa, Leisenring creó un grupo de apoyo con otros ciudadanos, al que enseguida se unió la asociación histórica de Denver, que llamó a los medios de comunicación y, gracias a las donaciones, consiguió comprar la casa y llevar a cabo una remodelación minuciosa del edificio. Para devolverle el esplendor de sus primeros días, se realizaron análisis microscópicos de las pinturas, así como investigaciones arquitectónicas a partir de fotografías originales de la mansión en 1910. Actualmente, es un museo dedicado a la vida de Margaret Brown.
El museo es una representación perfecta de una mansión victoriana y de la vida cotidiana de aquella época. Conserva objetos que pertenecían a la familia Brown y se pueden ver cuadros que representan el naufragio del Titanic. Su nieto, Laurence Palmer Brown, ha donado también fotos de su familia al museo, que es actualmente el único propietario.
El hijo de Margaret, Lawrence, y su nieto, llamado también Lawrence, legaron todas sus fotos familiares al museo dedicado a su abuela. Su bisnieta, Muffet Laurie Brown, realizó una serie de investigaciones sobre la vida de su bisabuela. Fue uno de los primeros miembros de la familia que colaboró con los historiadores del RMS Titanic. Además, redactó el prefacio de la biografía de su bisabuela escrita por Kristen Iversen y que fue publicada en 1999. La hija de Margaret, que se apellidaría Bezinger tras su boda en 1913, vivió hasta los 97 años y falleció el 17 de octubre de 1993 en Greenwich (Connecticut).

### El mito de Molly

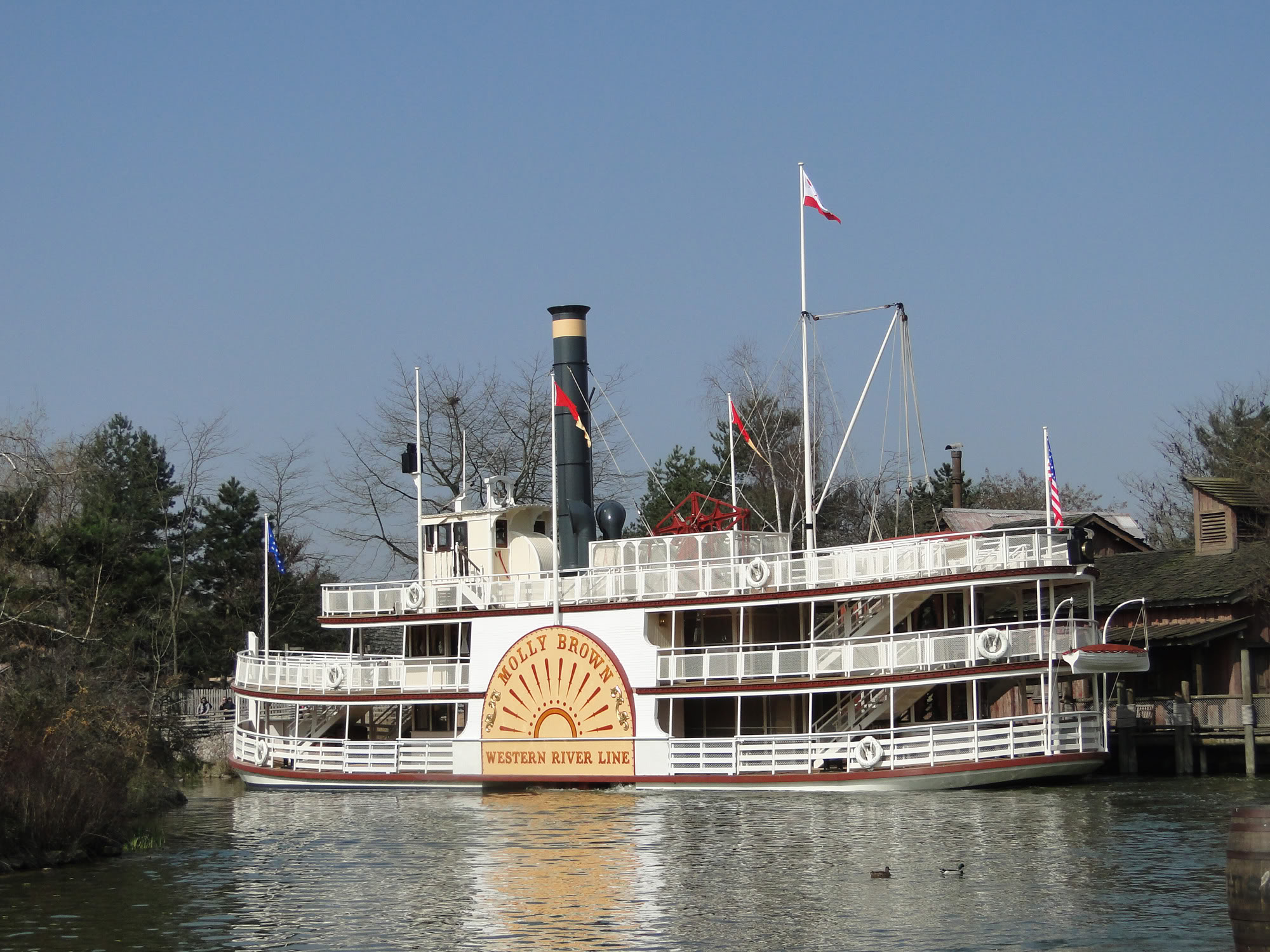
«Molly Brown» es el nombre de una atracción de Disneyland.

Actualmente, Margaret Brown es casi exclusivamente conocida como «Molly» Brown, pero en realidad nunca se le llamó así en vida. La creación de este apodo se le atribuye al compositor Meredith Willson, que encontraba que «Molly» era más fácil de pronunciar para cantar que «Maggie», el verdadero hipocorístico de Margaret. Willson compuso un musical sobre la vida de Brown, que fue un éxito entre 1960 y 1962. Fue incluso adaptado al cine dos años más tarde por el director Charles Walters con el título The Unsinkable Molly Brown. Sin embargo, tanto el musical como la película dan una imagen falseada de ella, puesto que la presentan como una huérfana. A pesar de todo, la película fue uno de los mayores éxitos cinematográficos de 1964 y, a los ojos de todos, se convirtió desde entonces en «la insumergible Molly».
El telefilme S.O.S. Titanic (1979) de William Hale ofrece una imagen de una mujer grosera y poco culta, que una escena del naufragio del Titanic muestra amenazando a Robert Hichens con un arma, lo que es totalmente falso. Sin embargo, la película Titanic (1997) de James Cameron ofrece una visión más realista. Interpretada por la actriz Kathy Bates, con la que guarda un parecido físico, ella aparece como la mujer cultivada y segura de sí misma que era en verdad. Entre los pasajeros de primera clase, es la única que trata bien al protagonista del filme, Jack Dawson, pasajero de tercera clase. Sin embargo, James Cameron usa igualmente el nombre «Molly» para el personaje.
En otros ámbitos, «Molly Brown» es el nombre de un barco de vapor del parque Disneyland de París. La atracción es un tour de una duración de 15 minutos mientras se cuenta la historia de Margaret Brown por un altavoz al público. Una foto original suya, tomada al bajar del Carpathia, puede verse en la vitrina de la biblioteca del salón privado del barco.